# Malstrom
Malstrom – silny prąd morski na Morzu Norweskim. Powstaje przy wejściach do norweskich fiordów i cieśnin na skutek przypływów i odpływów. Towarzyszą mu wiry wodne.
Spopularyzowany został w literaturze za sprawą Juliusza Verne’a (Dwadzieścia tysięcy mil podmorskiej żeglugi) i Edgara Allana Poego(W bezdni malströmu).